# Støttemur
En støttemur er et murværk som holder jord, grus eller andet materiale tilbage ved at støtte en skråning. En støttemur kan opbygges som en åben mur, hvor der er huller mellem stenene til beplantning eller som en lukket mur, hvor støttemurstenene sættes helt tæt sammen.
En støttemur kan opbygges af mange forskellige materialer som marksten eller udhuggede natursten. Støttemure kan også opbygges af betonsten, som er støbt til formålet.
Støttemuren skal afstive jord ved niveauforskelle så skråningen ikke vil falde sammen. Ved at bygge støttemuren skråt ind mod niveauforskellen vil kombinationen af støttemurens egen vægt og hældningen kunne holde jorden fra at skride ud.
Ved store niveauforskelle kan det være nødvendigt at støbe spyd fast inde i skråningen, som er med til at holde støttemuren på plads.
Murens hældning afhænger af trykket på jorden, højden af muren samt om muren bygges som en åben eller lukket støttemur. En åben støttemur med en hældning på 25 grader som ikke skal holde andet end jordens vægt kan bygges i 2 meters højde, mens en tilsvarende hældning på en åben støttemur som skal kunne klare det pres som almindelige personbiler kan levere (op til 3500 kg) kun må bygges 1,2 meter.
Den lukkede støttemur er meget stærkere end den åbne støttemur, og en lukket støttemur med en hældning på 25 grader, som ikke skal holde andet end jordens vægt, kan bygges op til 3 meter høj.[kilde mangler]